# Henry Domercant
Henry Kim Domercant (nacido el 30 de diciembre de 1980 en Chicago, Illinois) es un exjugador y actual entrenador de baloncesto estadounidense. Con 1.94 metros de estatura, juega en la posición de escolta. A pesar de no haber residido nunca en Bosnia Herzegovina, posee la nacionalidad de este país balcánico, al que ha representado internacionalmente desde el año 2005 hasta su retirada en 2017. Actualmente es el entrenador de los Windy City Bulls.

## Trayectoria como jugador
- Naperville North High School
- 1999-2003:  Eastern Illinois Panthers
- 2003-2004:  Pınar Karşıyaka
- 2004-2006:  Efes Pilsen SK
- 2006-2007:  Olympiacos BC
- 2007-2008:  MBC Dinamo Moscú
- 2008-2010:  Mens Sana Siena
- 2010-2011:  BC Spartak de San Petersburgo
- 2011-2012:  BC UNICS Kazán
- 2012-2014:  Galatasaray
- 2014-2015:  Juvecaserta Basket
- 2016:  Idaho Stampede

## Trayectoria como entrenador
- 2017-2018:  Maine Red Claws (Asistente)
- 2018-Actualidad:  Windy City Bulls (Asistente)

## Palmarés
- Liga turca de baloncesto: 1

Efes Pilsen: 2005
- Copa de Turquía: 1

Efes Pilsen: 2006
- Supercopa de Italia: 2

Siena: 2008, 2009
- LEGA: 2

Siena:  2009,  2010
- Copa de Italia: 2

Siena: 2009, 2010